# Цёргибель, Флориан
Фло́риан Цёрги́бель (нем. Florian Zörgiebel; род. 15 ноября 1965) — немецкий кёрлингист.
В составе мужской сборной Германии (до 1991 — сборной ФРГ) участник зимних Олимпийских игр 1988 (где кёрлинг был демонстрационным видом спорта) и трёх чемпионатов мира. Двукратный чемпион Германии среди мужчин. Также участник двух чемпионатов мира среди юниоров и чемпионата мира среди ветеранов 2019 (на ветеранском чемпионате выступал за сборную Швейцарии).
Играл в основном на позиции третьего.

## Достижения
- Чемпионат Германии по кёрлингу среди мужчин: золото (1990, 1991).

## Команды
| Сезон     | Четвёртый       | Третий            | Второй            | Первый            | Запасной                                   | Турниры                       |
| --------- | --------------- | ----------------- | ----------------- | ----------------- | ------------------------------------------ | ----------------------------- |
| Германия  |                 |                   |                   |                   |                                            |                               |
| 1984—85   | Анди Капп       | Флориан Цёргибель | Кристофер Хубер   | Ульрих Шнайдер    |                                            | ЧМЮ 1985 (7 место)            |
| 1986—87   | Анди Капп       | Флориан Цёргибель | Кристофер Хубер   | Ульрих Шнайдер    |                                            | ЧМЮ 1987 (5 место)            |
| 1987—88   | Анди Капп       | Флориан Цёргибель | Кристофер Хубер   | Михаэль Шеффер    | Дитер Кольб тренер: Родгер Густаф Шмидт    | ЗОИ 1988 (демо) (7 место)     |
| 1989—90   | Анди Капп       | Флориан Цёргибель | Кристофер Хубер   | Ульрих Шнайдер    | Михаэль Шеффер тренер: Родгер Густаф Шмидт | ЧГМ 1990 · ЧМ 1990 (10 место) |
| 1990—91   | Анди Капп       | Флориан Цёргибель | Кристофер Хубер   | Ульрих Шнайдер    |                                            | ЧГМ 1991                      |
| 1990—91   | Анди Капп       | Флориан Цёргибель | Кристофер Хубер   | Михаэль Шеффер    | Ульрих Шнайдер тренер: Родгер Густаф Шмидт | ЧМ 1991 (7 место)             |
| 1997—98   | Роланд Йенч     | Ули Сутор         | Флориан Цёргибель | Андреас Кемпф     | Александер Хухель тренер: Кит Вендорф      | ЧМ 1998 (10 место)            |
| Швейцария |                 |                   |                   |                   |                                            |                               |
| 2018—19   | Штефан Карнусян | Стюарт Драйбург   | Курт Райхенбах    | Флориан Цёргибель |                                            | ЧМВ 2019 (4 место)            |

(скипы выделены полужирным шрифтом)